# Warren Sapp
Pour les articles homonymes, voir Sapp.
Pro Football Hall of Fame 2013
(en) Statistiques sur pro-football-reference
Warren Carlos Sapp (19 décembre 1972, Orlando) est un joueur américain de football américain.

## Carrière
Il joua en NCAA avec les Miami Hurricanes de l'Université de Miami puis fut drafté en 1995 à la 12e place (premier round) par les Buccaneers de Tampa Bay. Il évolua au poste de defensive tackle au sein de cette franchise jusqu'à la saison 2003, puis est désormais chez les Raiders d'Oakland.
Il participa également sept fois au Pro Bowl et remporta le Super Bowl XXXVII.
Il a participé à l'émission américaine Dancing with the Stars.
Aujourd'hui il travaille avec Gerald McCoy et Brian Price afin d'en faire des défenseurs d'élite.